# Viktor Eckard
Viktor Eckard (* 6. August 1838 in Glückstadt; † 21. Februar 1907 in Karlshafen) war ein preußischer Verwaltungsjurist und Landrat.

## Leben
Eckard besuchte das Gymnasium in Kiel. Im Anschluss studierte er Rechtswissenschaften an den Universitäten in Kiel und Göttingen. Ab 1862 war er als Auskultator angestellt und wurde 1864 zum Sekretär der Administratur Ranzau. Ab 1865 war er in der Stadtverwaltung Altona beschäftigt und seit  1867 als Amtsrichter in Bornhöved tätig. 1870 wurde Eckard zum Bürgermeister von Segeberg gewählt. 1877 ernannte man Eckard zum kommissarischen Landrat und ab 1878 amtierte er definitiv als Landrat in Bitburg. 1889 bis 1890 wirkte Eckard 
kommissarisch als Landrat im Kreis Bunzlau der Provinz Schlesien. 1890 wurde er zum Regierungsrat in Lüneburg ernannt und 1898 zu Oberregierungsrat der Regierung Lüneburg. 1898 wechselte Eckard zur Regierung in Hannover als Dirigent der Finanzabteilung. 1903 trat er in den Ruhestand.
Eckard heiratete 1871 Juliane Witte.